# 福知山淑徳高等学校
福知山淑徳高等学校（ふくちやましゅくとくこうとうがっこう）は、京都府福知山市にある私立高等学校。通称は「淑徳」。元々女子校であったが生徒減少で定員割れになり、共学へ変更になった。そのため男子生徒は少ない。

## 沿革
- 1924年 - 福知山淑徳技芸学舎として設立。当時は、女子校だった。
- 1948年 - 新学制により、福知山淑徳高等学校となる。
- 1969年 - 保育科設置。
- 1973年 - 食物科設置。このとき、当時の厚生省から調理師養成施設として認可される。
- 1988年 - 普通科設置。
- 1994年 - 福祉コース設置。
- 1996年 - 食物科にて、男子生徒を募集し始める。
- 1997年 - 学科を総合学科に再編。
- 2001年 - 完全男女共学化。
- 2002年 - 制服改定。
- 2008年 - 学校長奥田彌進夫退任。新校長に山口剛就任。

## 校風
- 自然と人、さらに物に至るまで、その恩に深く感謝し、世に奉仕して生きるという「感恩先苦」を校訓とする。
- 机の上の勉強だけではなく、「ひとり立ち出来るウデとチエ」を身につけていくことを目標としている。
- 誕生日にはお菓子の詰め合わせか本がもらえる。本は500円までお金を出してくれる。
- 土曜日に英語検定・書写検定などの各種検定の対策講座、アパレルファッション系列・アートデザイン系列の実技補習がある。

## 入試
- 一般入試：学力検査（国語・英語・数学）及び面接。
- 推薦入試：一般推薦（授業料の減免なし）と特別推薦（授業料の減免あり）がある。作文及び面接。

## 設置学科
総合学科に6系列がある。進学者（2016年度卒業生の進学率は約50％）も専門分野を希望する者が多い。

### 調理系列
- 調理師養成施設の認定を受けているため、卒業と同時に調理師免許（国家資格）がもらえる。

### 幼児教育系列
- 保育士・幼稚園教諭・小学校教諭に就くことを目標とし、専門教科ならびに表現活動を重視している。

### アートデザイン系列
- 美術・デザイン系の上級学校への進学を目指し、デッサン、油絵、CG、コピックの基本を学習する。

### 福祉系列
- 福祉施設への就職、福祉・看護系の上級学校への進学を目指し、介護の基礎を学習する。

### アパレルファッション系列
- 淑徳祭でのファッションショーに自ら制作した衣装を着て出演する。ファッションコンテスト優勝者も輩出。

### アクティヴ系列
- 資格取得、大学や短大、専門学校への進学を目指す。

## 学校行事
- 修学旅行（12月、台湾・沖縄・北海道から選択）
- 体育祭（9月）
- 文化祭（11月）

## 施設/設備
- 学生寮（女子寮30名）
- 体育館
- コンピュータ室
- 普通教室の冷暖房
- テニスコート
- スクールバス
- スクールカウンセラー
- 200名収容ホール
- 各系列の実習教室
- 女子バレーボール部員寮

## 部活動

### 運動部
- バレーボール部
- 陸上部
- バスケットボール部
- サッカー部
- ソフトテニス部
- 卓球部

### ：文化部：
- 管弦楽部
- インターアクト部
- 華道部
- 合唱部
- 和太鼓部

## 著名な出身者
- 安城志紀（元宝塚歌劇団男役）
- 山田デイジー
- フライ (イラストレーター)
- 村上喜紀(声優)